# Крайня капсула
Крайня капсула (лат. capsula extrema) — пластинка  білої речовини в головному мозку, яка знаходиться медіальніше (глибше) острівцевої кори й складається з довгих асоціативних волокон і забезпечує двосторонній зв'язок між такими зонами як огорожа, острівцева кора нижньої лобової звивини (центр Брока), середньо-задня частина верхньої скроневої звивини (зона Верніке).
Їхні волокна знаходяться поруч, але можуть бути диверенційовані за допомогою МРТ-трактографії від сусідніх волокон, таких як гачкуватий пучок, зовнішня капсула, дугоподібний пучок, а також медіальний, нижній та верхній повздовжний пучки .
Враховуючи двосторонні зв'язки між мовними зонами Брока і Верніке, крайня капсула  може відігравати певну роль в реалізації мовної функції.
Крайня капсула найкраще помітна на горизонтальному розтині. Вона знаходиться впритул до огорожі трохи латеральніше від неї.

## Додаткові зображення

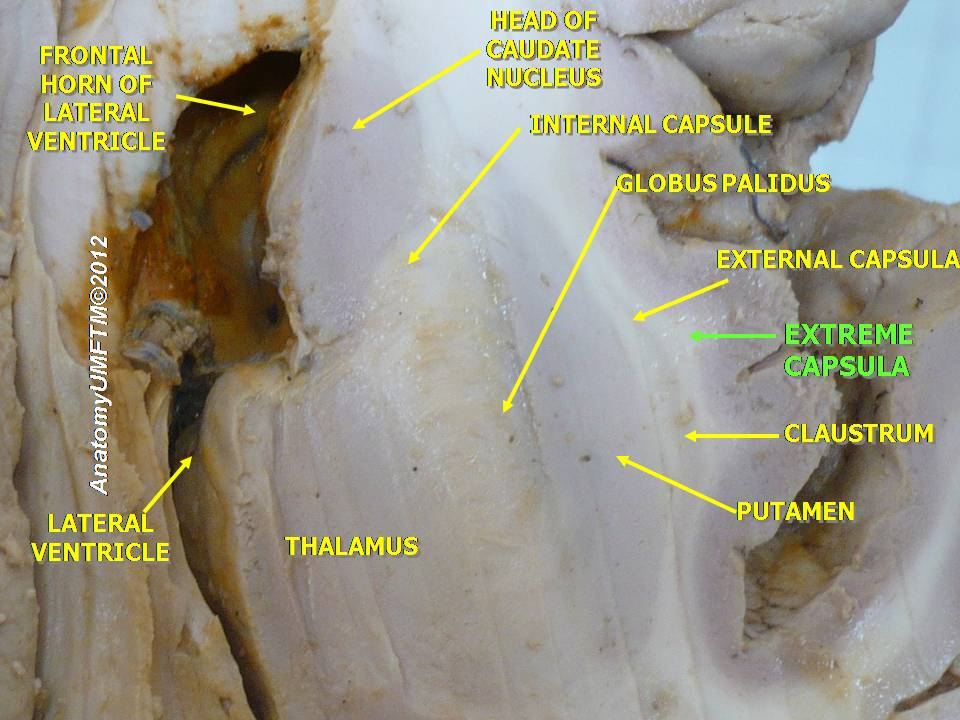
Крайня капсула
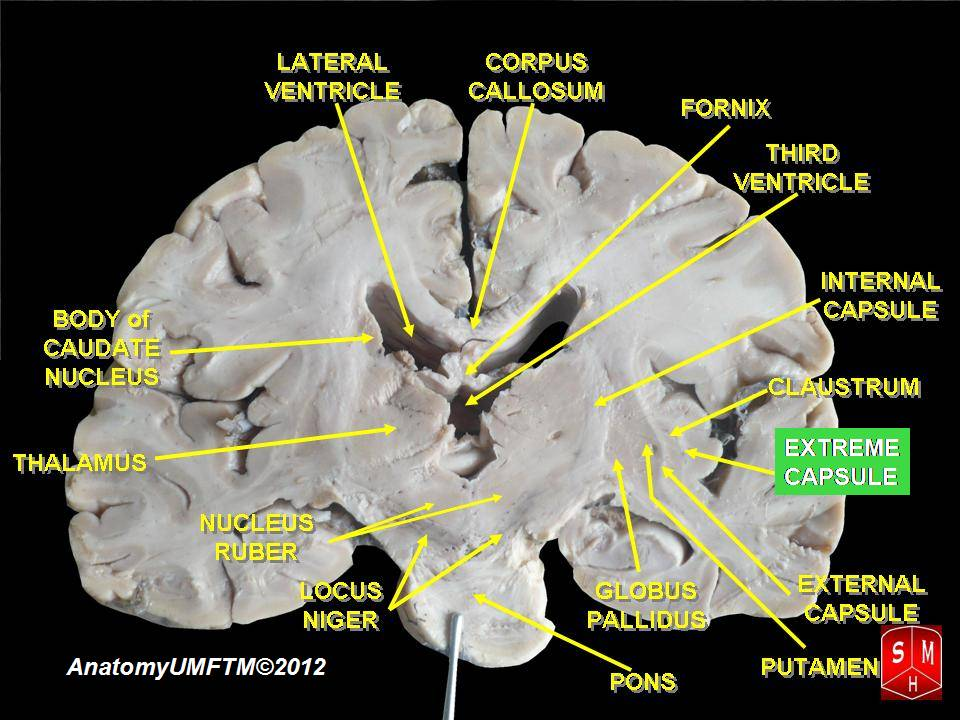
Крайня капсула